# Летња универзијада 1959.
I Летња Универзијада 1959. одржанана је у Торину Италија од 26. августа до 7. септембра 1959. Отварање је било на Олимпијском стадиону у Торину.
Под називом Универзитетске игре Париза одржано је такмичење од 30. августа до 8. септембра 1957. уз учешће 31 земље. С обзиром на велики спортски успех и окупљање студената спортиста из целог сцета, те су у историји међународног студентског спорта бележе као Прве студентске игре уједињења. Игре у Паризу имале су на програму атлетику, пливање, ватерполо, мачевање, тенис, кошарку и одбојку. Југославија је учествовала у атлетици и ватерполу и освојила по три златне и сребрне и 4 бронзане медаље.
Иницијативу за организовање првих јединствених игара предузела је, у оквиру Међународне организације универзитетског спорта ФИСУ, Италијанска студентска спортска федерација итал. Centro Universitario Sportivo Italiano. CUSI. Иницијатори су предложили су ново име — Универзијада. До тог тренутка биле су две сстуденстске организације које су се сада у ФИСУ објединиле и учланиле све земље које су дотад припадале супротном табору.
На Универзијади 59. Учествовало је 49 земаља, са 985 спортиста.
Једна од карактеристика било је и учешће студената Народне републике Кине — прво и последње на играма ФИСУ (до 1975). Дошло је до политичког инцидента, кад је италијанска влада забранила да се истакне кинеска застава. (иако је дала улазне визе кинеским спортистима) правдајући то својом обавезом као чланице НАТО пакта. Извршни комитет ФИСУ, у знак протеста, донео је одлуку да се заставе свих земаља учесница Универзијаде спусте са свих јарбола, као израз солидарности са кинеском екипом.

## Спортови на Летњој универзијади 1959.
На играма се одржало такмичење у 7 спортова:
- Атлетика (29)
- Кошарка (1)
- Мачевање (8)
- Пливање (15)
- Ватерполо (1)
- Тенис (5)
- Одбојка (1)

Највише успеха на Универзујади 59 имала је репрезентација домаћина Италије која је освојила укупно 38 медаља од тога 19 златних 10 сребрних и 9 бронзаних.

## Биланс медаља по спортовима

### Атлетика
| Плас. | Држава               | Злато | Сребро | Бронза | Укупно |
| ----- | -------------------- | ----- | ------ | ------ | ------ |
| 1     | Италија              | 7     | 6      | 1      | 14     |
| 2     | Совјетски Савез      | 5     | 5      | 4      | 14     |
| 3     | Мађарска             | 3     | 2      | 1      | 6      |
| 4     | Западна Немачка      | 2     | 4      | 4      | 12     |
| 5     | СФРЈ                 | 2     | 3      | 1      | 6      |
| 6     | Румунија             | 2     |        | 2      | 4      |
| 7     | Источна Немачка      | 2     |        |        | 2      |
| 8     | Пољска               | 1     | 2      | 5      | 8      |
| 9     | Јапан                | 1     | 2      | 3      | 6      |
| 10    | Уједињено Краљевство | 1     | 2      | 1      | 4      |
| 11    | Француска            | 1     | 1      | 4      | 6      |
| 12    | Грчка                | 1     | 1      | 1      | 3      |
| 13    | Бугарска             | 1     | 1      |        | 2      |
| 14    | Чехословачка         |       |        | 2      | 2      |
| 15    | Белгија              |       |        | 1      | 1      |
|       | Укупно               | 29    | 29     | 30     | 88     |

### Кошарка
| Плас. | Држава          | Злато | Сребро | Бронза | Укупно |
| ----- | --------------- | ----- | ------ | ------ | ------ |
| 1     | Совјетски Савез | 1     |        |        | 1      |
| 2     | Италија         |       | 1      |        | 1      |
| 3     | Чехословачка    |       |        | 1      | 1      |

### Мачевање
| Плас. | Држава          | Злато | Сребро | Бронза | Укупно |
| ----- | --------------- | ----- | ------ | ------ | ------ |
| 1     | Мађарска        | 2     | 1      | 1      | 4      |
| 1     | Италија         | 2     | 1      | 1      | 4      |
| 3     | Француска       | 2     |        | 3      | 5      |
| 4     | Западна Немачка | 1     | 2      |        | 3      |
| 5     | Совјетски Савез | 1     | 1      | 1      | 3      |
| 6     | Пољска          |       | 2      | 1      | 3      |
| 7     | Швајцарска      |       | 1      |        | 1      |
| 9     | Шведска         |       |        | 1      | 1      |
|       | Укупно          | 8     | 8      | 8      | 24     |

### Пливање
| Плас. | Држава               | Злато | Сребро | Бронза | Укупно |
| ----- | -------------------- | ----- | ------ | ------ | ------ |
| 1     | Италија              | 7     | 2      | 5      | 14     |
| 2     | Совјетски Савез      | 3     | 2      |        | 5      |
| 3     | Уједињено Краљевство | 2     | 4      |        | 6      |
| 4     | Западна Немачка      | 1     | 2      | 5      | 8      |
| 6     | Чехословачка         | 1     | 2      | 1      | 4      |
| 7     | Мађарска             | 1     | 1      |        | 2      |
| 8     | Пољска               |       | 1      | 1      | 2      |
| 9     | Источна Немачка      |       | 1      |        | 1      |
| 10    | Шпанија              |       |        | 1      | 1      |
| 11    | СФРЈ                 |       |        | 1      | 1      |
| 6     | Холандија            |       |        | 1      | 1      |
|       | Укупно               | 15    | 15     | 15     | 45     |

### Ватерполо
| Плас. | Држава   | Злато | Сребро | Бронза | Укупно |
| ----- | -------- | ----- | ------ | ------ | ------ |
| 1     | СФРЈ     | 1     |        |        | 1      |
| 2     | Мађарска |       | 1      |        | 1      |
| 3     | Италија  |       |        | 1      | 1      |

### Тенис
| Плас. | Држава          | Злато | Сребро | Бронза | Укупно |
| ----- | --------------- | ----- | ------ | ------ | ------ |
| 1     | Италија         | 2     |        | 2      | 3      |
| 2     | Француска       | 1     | 1      | 1      | 3      |
| 3     | Совјетски Савез | 1     |        |        | 1      |
| 4     | Јапан           | 1     |        |        | 1      |
| 5     | Чехословачка    |       | 3      | 1      | 4      |
| 6     | Западна Немачка |       | 1      | 1      | 1      |
|       | Укупно          | 5     | 5      | 5      | 15     |

### Одбојка
| Плас. | Држава       | Злато | Сребро | Бронза | Укупно |
| ----- | ------------ | ----- | ------ | ------ | ------ |
| 1     | Чехословачка | 1     |        |        | 1      |
| 2     | Румунија     |       | 1      |        | 1      |
| 3     | Бугарска     |       |        | 1      | 1      |

## Биланс медаља укупно
| Плас. | Држава               | Злато | Сребро | Бронза | Укупно |
| ----- | -------------------- | ----- | ------ | ------ | ------ |
| 1     | Италија              | 19    | 10     | 9      | 38     |
| 2     | Совјетски Савез      | 11    | 8      | 5      | 24     |
| 3     | Западна Немачка      | 6     | 9      | 10     | 25     |
| 4     | Мађарска             | 6     | 5      | 2      | 13     |
| 5     | Француска            | 4     | 2      | 8      | 14     |
| 6     | Уједињено Краљевство | 3     | 6      | 1      | 10     |
| 7     | СФРЈ                 | 3     | 3      | 2      | 8      |
| 7     | Уједињено Краљевство | 3     | 6      | 1      | 10     |
| 9     | Чехословачка         | 2     | 5      | 5      | 12     |
| 10    | Јапан                | 2     | 2      | 3      | 7      |
| 11    | Румунија             | 2     | 1      | 2      | 5      |
| 12    | Пољска               | 1     | 5      | 7      | 13     |
| 13    | Грчка                | 1     | 1      | 1      | 3      |
|       | Бугарска             | 1     | 1      | 1      | 3      |
| 15    | Источна Немачка      | 0     | 1      | 0      | 1      |
|       | Швајцарска           | 0     | 1      | 0      | 1      |
| 17    | Белгија              | 0     | 0      | 1      | 1      |
|       | Шпанија              | 0     | 0      | 1      | 1      |
|       | Холандија            | 0     | 0      | 1      | 1      |
|       | Шведска              | 0     | 0      | 1      | 1      |
|       | Укупно 20            | 60    | 60     | 61     | 181    |

## Представници Југославије на Универзијади 1959
На Летњој Универзијади 1959 репрезентација Југославије је учествовала са 45 спортиста у атлетици, пливању, ватерполу, мачевању и одбојци. Освојили су по 3 златне и сребрне и 2 бронзане медаље.

### Освајачи медаља
| Спорт     | Медаља | Такмичар         | Дициплина      | Резултат |
| --------- | ------ | ---------------- | -------------- | -------- |
| Ватерполо | злато  | Репрезентација   |                |          |
| Атлетика  |        | Станко Лоргер    | 400 м препоне  | 14,2     |
|           |        | Златко Шнајдер   | 400 м          | 47,5     |
|           | сребро | Влада Марјановић | скок увис      | 1,96     |
|           |        | Мирко Кузмановић | скок мотком    | 4,30     |
|           |        | Милена Усеник    | бацање кугле   | 13,90    |
|           | бронза | Крешо Рачић      | бацање кладива |          |
| Пливање   |        | Миховил Дорчић   | 100 м леђно    |          |